# Замок Шалун
Замок Шалун (нім. Burg Schalun або Ruine Schalun), відомий також, як Wildschloss — «Замок в дикій природі»), являє собою руїни фортеці, розташованої в муніципалітеті Вадуц, Ліхтенштейн. Він знаходиться в горах, приблизно в 1 км на північний схід від центру міста Вадуц, столиці Ліхтенштейну. Відкритий для туристів і дістатися туди можна пішки або на гірському велосипеді локальною стежкою. Замок Шалун є одним з п'яти існуючих замків Ліхтенштейну і один з трьох зруйнованих в країні.

## Історія
Замок був побудований, ймовірно, у другій половині ХІІ століття і на рубежі ХІІ століття, найпізніше. Перша письмова згадка про замок походить від 1237 року. У ній замок вперше згадується під назвою «Шалун». Археологічні розкопки, проведені в останні десятиліття, виявили лише невелику кількість артефактів із середньовіччя і раннього Нового часу. Припускається, що замок, можливо, обезлюднів і був спалений на пізнішому етапі своєї історії. У XVIII столітті, замок перейшов у володіння тодішнього царственого принца з Ліхтенштейну. Право власності на руїни фортеці було передано муніципалітету Вадуц в 1933 році. Нині найкраще збереженою частиною замку є його велика зала, а решта частин втрачені.